# Tatum (Texas)
Tatum é uma cidade localizada no estado norte-americano de Texas, no Condado de Panola e Condado de Rusk.

## Demografia
Segundo o censo norte-americano de 2000, a sua população era de 1175 habitantes.
Em 2006, foi estimada uma população de 1195, um aumento de 20 (1.7%).

## Geografia
De acordo com o United States Census Bureau tem uma área de
9,8 km², dos quais 9,8 km² cobertos por terra e 0,0 km² cobertos por água. Tatum localiza-se a aproximadamente 103 m acima do nível do mar.

## Localidades na vizinhança
O diagrama seguinte representa as localidades num raio de 24 km ao redor de Tatum.